# Yorkton
Yorkton je páté největší město po Saskatoonu, Regině, Prince Albertu a Moose Jaw v provincii Saskatchewan v Kanadě. Rozkládá se na říčce Yorkton Creek, která je zdrojnicí řeky Whitesand v jihovýchodní části provincie ve vzdálenosti 450 km severozápadně od Winnipegu a 300 km jihovýchodně od Saskatoonu. V roce 2016 ve městě žilo 16 343 obyvatel.

## Dějiny
Na území, kde město leží, založila skupina obchodníků a investorů společnost York Farmers Colonization Company. Vydáním dlužních úpisů a shovívavých vládních půjček na nákup půdy získali 300 000 $. Založili 6 osad podél řeky Little Whitesand, ze kterých postupně vzniklo nové sídlo známé pod jménem York Colony. V roce 1889 do místa dorazila železnice a v roce 1928 dostalo status města.